# Steinkreis von Swinside

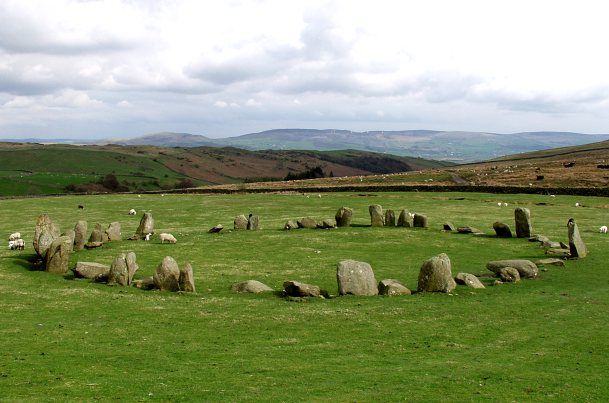
Der Steinkreis von Swinside

Der Steinkreis von Swinside (auch Sunkenkirk – (deutsch „versunkene Kirche“) Circle genannt) liegt im Lake District in Cumbria in England. Der ältere Name Swineshead leitet sich von Swynesheud, Schweineweide ab. Es gibt keine datierenden Funde.

## Lage
Der Steinkreis steht acht Kilometer nördlich von Millom Without 204 m hoch auf einer sumpfigen Wiese, die von Bergen umgeben ist, darunter Raven Crag und Dunnerdale Fells. Unweit der Anlage fließt der Black Beck, der in den Duddon Sands ins Meer mündet.

## Forschungsgeschichte
Das entlegene Denkmal war frühen Antiquaren wie Stukeley oder Aubrey unbekannt. Richard Gough (1735–1809) erwähnt den Namen „Sunken Church“. Der Kreis wurde erst 1872 von Charles William Dymond (1832–1915) und William Gershom Collingwood (1854–1932) vermessen, bzw, ausgegraben, der die Ergebnisse im selben Jahr im Journal of the British Archaeological Association publizierte. 1901 legten Dymond und Collingwood zwei Schnitte an. Unter dem Gras und einer flachen Erdschicht fanden sie eine Schicht Mergel, die zwischen 15 und 75 cm dick war. Alle erfassten Steine standen in flachen Gruben in dieser Mergelschicht und waren mit kleineren Felsen verkeilt. Es fanden sich Holzkohle, Knochensplitter und, im Gras, moderne Münzen. Es wurde 1933 unter Schutz gestellt.

## Beschreibung
Der Steinkreis hat einen Durchmesser von 29 m und besteht noch aus 54 Steinen, von denen 28 aufrecht stehen. Burl nimmt an, dass er ursprünglich möglicherweise 64 Steine enthielt. Der Abstand der Steine beträgt im Durchschnitt 1,5 m. Der größte Stein misst 2,3 m und steht im Norden. Im Südosten befindet sich der Eingang zwischen zwei Portalsteinen. Die Steine standen ursprünglich vermutlich auf der Innenseite eines Walls, sie sind alle nach innen verstürzt.
Der Kreis steht auf privatem Grund, kann aber von einem nahen öffentlichen Fußweg angesehen werden.
Sein hybrides Konzept hat im Steinkreis von Ballynoe in Nordirland das einzige Pendant. Ballynoe und Swinside liegen bei 54°17' Nord, beiderseits der Irischen See. Ein Steinkreis mit dem Namen „The Sunken Kirk“ oder Seggieden liegt in Aberdeenshire.